# Lama (grup musical)
Lama va ser un grup de punk rock finlandès format el 1977 a Puotila, un suburbi de Hèlsinki, i dissolt el 1983. Es va reunir el 2005 per a realitzar una gira de concerts.

## Discografia
- Totuus Löytyy Kaurapuurosta (7 "EP, 1980, Johanna Records)
- Nimetön (7 "EP, 1981, Johanna Records)
- Väliaikainen (7 "EP, 1982, Johanna Records)
- Lama (LP, 1982, Johanna Records)
- Ajatuksen Loppu (7 "EP, 1983, Johanna Records)
- Tavastia (Directe de 1993, 2007, Combat Rock Industry)